# Sonia Gessner
Pour les articles homonymes, voir Gessner.
Sonia Gessner est une actrice italo-suisse née en 1938.

## Filmographie

### Cinéma
- 1961 : Un figlio d'oggi
- 1962 : Une histoire milanaise
- 1962 : Whisky a mezzogiorno
- 1963 : Huit et demi : la deuxième jeune fille provinciale
- 1963 : Milano nera
- 1975 : Non si scrive sui muri a Milano
- 1981 : Matlosa : Mamma
- 1982 : Colpire al cuore : la mère d'Emilio
- 1983 : La Trace : la femme de Noël
- 1986 : Innocenza : la mère
- 1988 : Trois sœurs : la nourrice
- 1989 : Ti ho incontrata domani : la femme de Primo
- 1990 : Le Soleil même la nuit : la duchesse Del Carpio
- 1993 : Un'anima divisa in due : l'avocate Petrelli
- 1994 : Perdiamoci di vista : Magda Roversi
- 1996 : Aquario
- 1997 : Le acrobate : la propriétaire de la maison
- 1999 : Hors du monde : la mère supérieure
- 1999 : Autunno : la mère de Costanza
- 2000 : Il mnemonista : la femme élégante
- 2004 : La vita che vorrei : Sonia
- 2013 : Un jour tu partiras : Antonia
- 2013 : La grande bellezza : la comtesse Colonna
- 2014 : La buca : Mlle Monterosa
- 2015 : Youth : Melanie
- 2016 : Il nido : Margherita
- 2016 : Orecchie : la voisine

### Télévision
- 1963 : Le anime morte : Oulenka
- 1964 : Il mimo e noi
- 1974 : Il dipinto : Inge Bode (2 épisodes)
- 1976 : Camila : la mère de Marco (2 épisodes)
- 1977 : Un delitto perbene (3 épisodes)
- 1978 : Puzzle : Béatrice
- 2001 : Résurrection : Tante Maria
- 2002 : La ragioni del cuore : Eleonora (6 épisodes)
- 2012 : Un passo dal cielo (1 épisode)
- 2020 : Luna nera : Natalia (3 épisodes)